# Rio Abade
Der Rio Abade ist ein Fluss in den Distrikten Mé-Zóchi und Cantagalo auf der Insel São Tomé im Inselstaat São Tomé und Príncipe.

## Geographie
Der Fluss entsteht aus Quellbächen im zentralen Bergmassiv der Insel bei Abade, beziehungsweise bei Aguã Belas am Westhang des Monte de Dentro. Bei Abade erhält er Zufluss durch den Rio Bomba. Dann verläuft er nach Südosten in tiefen Schluchten und mündet bei Santo António, nördlich von Água Izé, in den Atlantik.